# 纳瓦拉和你
纳瓦拉和你是西班牙纳瓦拉自治区的一个左翼选举联盟，成立于2022年7月2日。该联盟的成员有：我们能纳瓦拉、纳瓦拉联合左翼、大会、绿色联盟和生态绿党。